# Хальвдан Скьёльдунг
Хальвдан Скьёльдунг — легендарный датский правитель V—VI века из династии Скьёльдунгов. Сын короля Фродо III.

## Упоминания в источниках
Согласно Chronicon Lethrense и книге второй «Деяний данов» Саксона Грамматика, у Хальфдана было два брата по имени Ро и Скат, которые также стремились к трону. Оба были убиты Хальвданом. Саксон добавляет, что сторонники его братьев были повешены, и что Хальвдан продолжал править с большой жестокостью, но правил он долго и мирно умер в глубокой старости.
«Сага об Инглингах» Снорри Стурлусона наделяет Хальвдана братом по имени Фридлейф и говорит, что оба были сыновьями короля по имени Фроди и великими воинами, но Хальвдан был лучшим из них двоих. Согласно Стурлусону, Хальвдан напал на шведского короля Ауна и изгнал его в Гёталанд. Затем он правил Швецией двадцать лет, пока не умер в Уппсале от болезни. Был погребён в кургане. Также согласно «Саге об Инглингах», датский король по имени Фроди Смелый помог преемнику Ауна Эгилю в борьбе с восставшим рабом Тунни. Он мог стать прообразом Фрода Хитобарда из Беовульфа, который становится Фроди, убийцей Хальвдана, в других скандинавских сагах.
В «Саге о Хрольфе Краки» Фроди (Fróði) — младший брат Хальвдана и правитель отдельного королевства. Хальвдан был спокойным и добродушным, а Фроди — жестоким и злобным. Фроди ночью напал на зал Хальвдана и сжёг его. Хальвдан был убит в битве, Фроди захватил страну и вдову брата.
В латинском варианте «Саги о Скьёлдунгах» младшего (сводного) брата Хальвдана зовут Ингьялд, и этот Ингьяльд позже становится отцом Фроти (Frothi), который убивает Хальвдана. Поскольку в «Беовульфе» Фрода (Froda) — отец Ингельда, считается, что в традиции, лежащей в основе «Саги о Скьёлдунгах», имена случайно перепутались. В конце концов сыновья Хальвдана, в свою очередь, убивают Фроти, чтобы отомстить за смерть своего отца. 